# Viola concordifolia
Viola concordifolia är en violväxtart som beskrevs av C.J. Wang. Viola concordifolia ingår i släktet violer, och familjen violväxter. Inga underarter finns listade i Catalogue of Life.